# Carl Lange

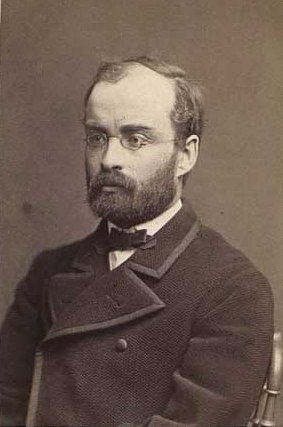
Carl Georg Lange.

Carl Georg Lange (1834 - 1900) fue un médico y psicólogo danés. Investigó sobre la fisiología de las emociones, llegando en 1884 a idénticas conclusiones que su colega William James, aunque de forma totalmente independiente; en honor a ambos estas conclusiones se han llamado teoría de James-Lange de las emociones, en la que postulaban que las emociones se reducían a la vivencia de las reacciones fisiológicas de estímulo y respuesta. Según esta teoría, por ejemplo, estamos tristes porque lloramos, no lloramos porque estemos tristes. Para Lange, los cambios vasomotores son emociones. Esta teoría ha sido superada, pero no tuvo gran importancia en el estudio de la biopsicología de la emoción.
Además, Lange dio cuenta de los efectos del litio como estabilizador del estado de ánimo, descubrimiento que fue arrinconado y redescubierto muchos años más tarde.